# Slivoň renklóda
Slivoň renklóda, též slivoň italská či renklóda (Prunus domestica subsp. italica) je ovocný strom z čeledi růžovitých. Český název renklóda (někdy též renkloda, renglóda a podobně) pochází z francouzského názvu Reine Claude (ovoce bylo nazváno po francouzské královně Klaudii Francouzské). Odrůdy a variety s kulatými plody bývají nazývány ryngle (var. Claudiana), ovoidní a protáhlé pak blumy (var. Ovoidea, případně var. Subrotunda). Taxonomie celé skupiny druhů kolem slivoně švestky (Prunus domestica) a slivoně slívy (Prunus insititia) je pro velké množství vyšlechtěných kultivarů, variet a kříženců a jejich překrývajících se názvů značně nepřehledná, její klasifikace se tak v různých zdrojích liší.

## Popis
Renklódy, respektive jejich předchůdci, pocházejí z Malé Asie, odkud byly do Evropy dovezeny Římany. Později vymizely a opakovaně se na kontinent a následně i na území českých zemí dostaly roku 1725.
Stromy mají oproti jiným slivoním řidší korunu, kdy každá kosterní větev působí jako samostatná jednotka. Renklódy je třeba řezat hlouběji než švestky, výchovný řez se uplatňuje do pátého roku života.

## Odrůdy a variety

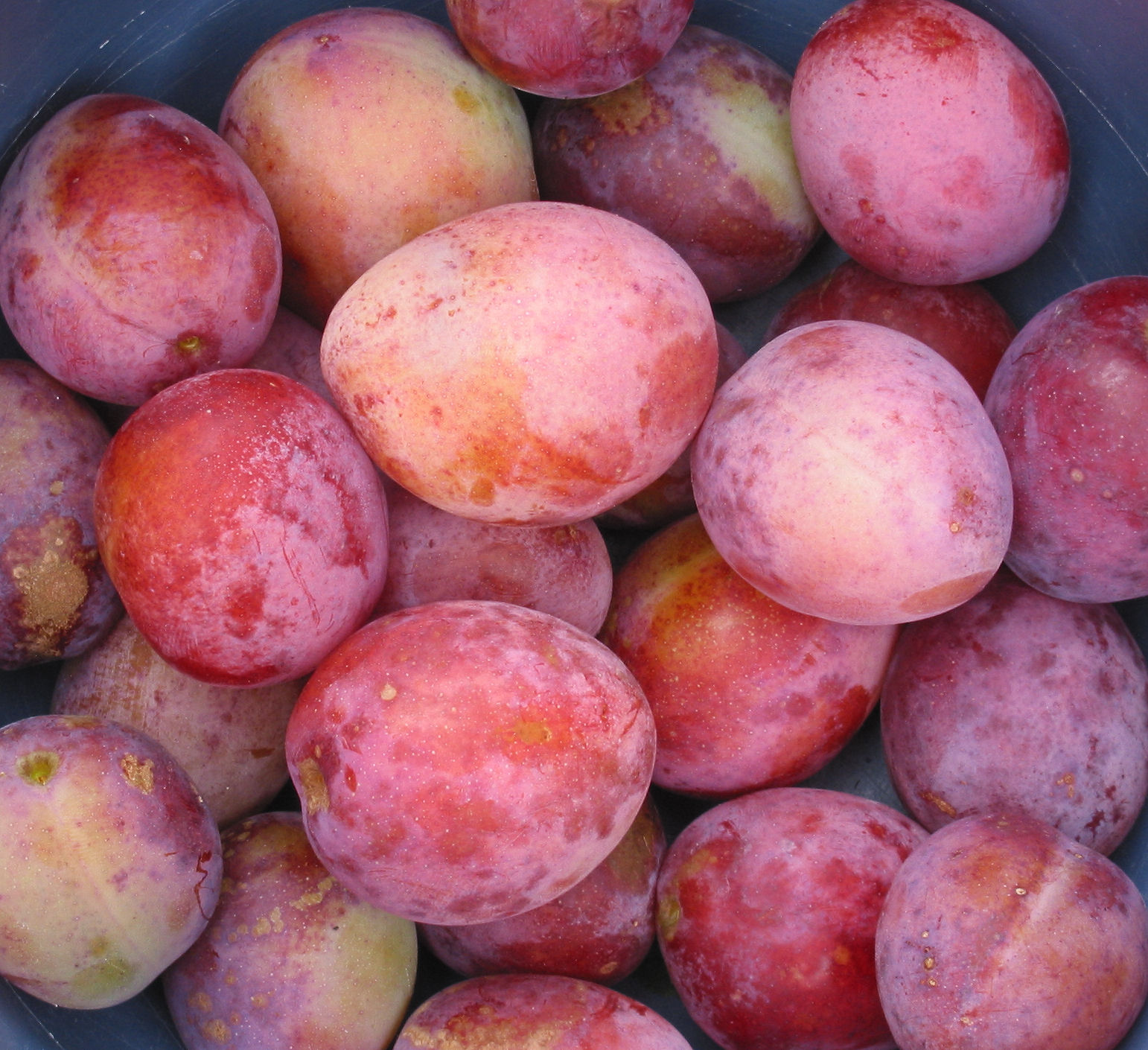
Prunus domestica 'Reine Victoria'

Vyšlechtěna byla řada velkoplodých odrůd a kříženců se švestkou.

### Zelené a žluté odrůdy
- Zelená renklóda - také známá jako zelená ryngle či zelinka (Prunus domestica subsp. italica var. claudiana) se zelenými plody, dobrá odlučitelnost od pecky[2]

- Denniston’s superb - pochází z USA, střední plody
- Golden Transparent - velkoplodá odrůda, žlutá barva
- Jefferson - pozdní odrůda
- Ontario - vyšlechtěna v 19. století v Severní Americe, dobrá odlučitelnost od pecky
- Oullinská - vyšlechtěna v polovině 19. století ve Francii, střední odlučitelnost od pecky
- Reine Claude de Bavay - kříženec renklódy a švestky
- Transparent Gage - zlatožluté plody s červenými skvrnami
- Wazonova - stará odrůda, zřejmě pochází z Německa, střední plody, dobrá odlučitelnost od pecky[2]

### Červené a fialové odrůdy
- Althanova renklóda - (Prunus domestica 'Reine Claude d'Althan) - velkoplodá, barva plodů bývá obvykle načervenalá, může ale kolísat od žluté až po tmavofialovou, dobrá odlučitelnost od pecky[2]
- Denbigh - velkoplodá, zlatavé nepravidelné tečkování
- Elephants Heart - velkoplodá, červená až temně fialová, tvar srdce a červená dužina
- Victoria - velkoplodá, žluto-červeno-fialové plody
- Meruňkovitá renklóda